# هيلبولتشتاين
هيلبولت اشتاين (بالألمانية: Hilpoltstein) هي بلدة ألمانية تقع في ألمانيا في ألبريشت ولهلم روث.

## أعلام
- يوهان شتورم